# Proyecto Green eMotion
El Proyecto Green eMotion es un proyecto de la UE de cuatro años de duración que pretende promover la electromovilidad en Europa, puesto en marcha oficialmente en Bruselas el 31 de marzo de 2011.
La comisión financiará este proyecto con un total de 24 millones de euros. Según el comisario de transporte de la UE, Siim Kallas, Green eMotion pretende enlazar las iniciativas en curso de electromovilidad regional y nacional, aplicar sus resultados y comparar los distintos enfoques tecnológicos a fin de dar apoyo a las mejores soluciones posibles para el mercado europeo. Esta plataforma permitirá la cooperación entre distintos actores y promoverá servicios de transporte nuevos y de alta calidad y sistemas de pago prácticos para los usuarios de vehículos eléctricos. Así, la Comisión abrirá el camino para la creación de un gran mercado de vehículos eléctricos en la UE. En regiones seleccionadas para la demostración, 43 socios del proyecto, incluyendo empresas industriales y empresas de automoción, empresas energéticas, gobiernos municipales y universidades e instituciones de ensayo e investigación, están estudiando las condiciones para hacer realidad este proyecto. Green eMotion forma parte del plan Transport 2050, una estrategia de la UE que lucha para alcanzar un 60% de reducción de CO2 en emisiones de transporte terrestre para el año 2050.

## El proyecto
En el marco del proyecto Green eMotion, los socios del proyecto llevan a cabo una investigación para determinar las condiciones que deben cumplirse para asegurar un uso cómodo transfronterizo de los vehículos eléctricos. La iniciativa se centra especialmente en el desarrollo de procesos uniformes a nivel europeo, normas y soluciones informáticas: lo que permitirá que los usuarios de vehículos eléctricos puedan acceder fácilmente a infraestructuras de carga y servicios relacionados en toda Europa. Aparte de temas como la tecnología de conexión y la compatibilidad con distintas estaciones de carga, la iniciativa se centra también en solucionar temas económicos como la facilitación de la facturación de los servicios de recarga con distintas empresas energéticas o operadoras de suministro de los países participantes, también a nivel transfronterizo.
Las diez regiones de demostración definidas para el proyecto disponían de más de 2.500 estaciones de carga en funcionamiento a finales del 2011, para permitir una recopilación de datos representativa. Green eMotion combinará las experiencias recopiladas en los enfoques locales previos de regiones de demostración individual dentro del test modelo europeo para evaluar las condiciones básicas para la electromovilidad transfronteriza8. Además de investigar las opciones para utilizar turismos eléctricos, Green eMotion también estudiará el uso de vehículos de dos ruedas y autobuses, incluyendo modelos íntegramente eléctricos y modelos híbridos. In addition to researching the options for using electric passenger vehicles, Green eMotion will also study the use of bi-wheeled vehicles and busses, including both purely electric models and hybrid models.

## Las regiones de demostración de Green eMotion
Las regiones de demostración del proyecto Green eMotion estudiarán varios aspectos de la electromovilidad en Europa, incluyendo estudios del comportamiento de los usuarios, por ejemplo, y desarrollarán propuestas para elaborar pautas y bases para la toma de decisiones para responsables políticos. También se estudiarán los detalles organizativos y técnicos, incluyendo distintos tipos de vehículos (sobre todo turismos, buses y vehículos de dos ruedas eléctricos, aunque también vehículos híbridos). Las regiones de demostración también servirán para poner a prueba de forma práctica una amplia variedad de aspectos de electromovilidad, incluyendo intercambio de baterías, carga con electricidad directa y la integración con redes eléctricas inteligentes.
Las regiones de demostración de Green eMotion:

### Copenhague/Bornholm[10]/Malmö
Principales vías de investigación: Intercambio de baterías, transporte transfronterizo, hasta 4.500 estaciones de carga y hasta 3.500 vehículos e investigación para mejorar la duración de las baterías.

### Estrasburgo
Principales vías de investigación: Vehículos híbridos enchufables, 100 estaciones de carga, enlaces transfronterizos con Karlsruhe/Stuttgart.

### Karlsruhe/Stuttgart
Principales vías de investigación: Características de la red eléctrica inteligente, carga bidireccional optimizada; enlace transfronterizo con Estrasburgo.

### Berlín
Principales vías de investigación: El principal proyecto de e-movilidad integrada del mundo dedicado a investigar modelos de negocio y hábitos de consumo, 3.600 estaciones de carga.

### Irlanda (Dublín, Cork)[13]
Principales vías de investigación: Estaciones de carga con electricidad directa, facturación con el proveedor eléctrico elegido por el cliente, aproximadamente 2.000 vehículos y 3.500 estaciones de carga.

### Madrid/Ataun[15]
Principales vías de investigación: Integración de red eléctrica inteligente e integración de fuentes de energías renovables para generar electricidad (integración de fuentes de energía renovables, RES)

### Barcelona/Málaga[16]
Principales vías de investigación: Centro de atención al ciudadano para la electromovilidad, e-bicis.
Aspectos particulares: integración con el concepto de ciudad inteligente, building-to-grid (B2G, lo que significa que los edificios que incluyen redes eléctricas inteligentes y disponen de sistemas de control de edificios y tecnologías de la información utilizarán niveles de libertad hasta el momento no utilizados (cargas desplazables, restricciones eléctricas, operación de cargas parciales, etc.) para optimizar el funcionamiento de la red eléctrica)., Vehicle to Grid (V2G), estaciones de carga con electricidad directa.